# HD 166620
HD 166620 ( eller HR 6806) är en ensam stjärna i det mellersta området av stjärnbilden Herkules. Den har en skenbar magnitud av ca 6,40 och är mycket svagt synlig för blotta ögat där ljusföroreningar ej förekommer. Baserat på parallax enligt Gaia Data Release 2 på ca 90,1 mas, beräknas den befinna sig på ett avstånd på ca 36 ljusår (ca 11 parsek) från solen. Den rör sig närmare solen med en heliocentrisk radialhastighet på ca -19 km/s.

## Egenskaper
HD 166620 är en orange till gul stjärna i huvudserien av spektralklass K2 V. 
Den har en massa som är ca 0,79 solmassa, en radie som är ca 0,79 solradie och har ca 0,35 gånger solens utstrålning av energi från dess fotosfär vid en effektiv temperatur av ca 4 900 K.
År 1988 observerades att stjärnan hade en inaktiv kromosfär med en styrka hos ytmagnetfältet av endast 1 500 G. År 1990 hade kromosfäraktiviteten ökat i linje med en tidigare observerad stjärncykel, men någon gång efter 1994 hade aktiviteten kraftigt reducerats och låg konstant i mer än 16 år. År 2022 verkar stjärnan ha uppnått nivån av ett Maunderminimum.
Det misstänktes finnas en närliggande mycket sval och mycket svag följeslagare i form av en brun dvärg av spektraltyp T9 till Y, WISE J180901.07 +383805.4, med en vinkelseparation av 769 bågsekunder, motsvarande en beräknad separation av 8 460 AE på avståndet för HD 166620. Ytterligare observation fann den emellertid vara blåare än tidigare tolkning och mer typisk för en något ljusare T7-dvärg, vilket skulle placera den på ett mycket större avstånd av 91 ljusår och utesluta en fysisk förbindelse. Detta bekräftas också av stjärnans och detta objekts olika egenrörelse.